# Южный гладкий кит
Южный гладкий кит (лат. Eubalaena australis) — вид семейства гладких китов (Balaenidae). Он похож на оба других вида рода Eubalaena — японского и североатлантического кита, и ранее даже считалось, что он образует с ними один вид.

## Описание
Окраска этого вида китов варьирует от светло-коричневого до иссиня-чёрного, возможны белые пятна. Иногда на свет появляются белые детёныши-самцы, которые не являются альбиносами. В области головы, прежде всего у нижней челюсти, а также над глазами у них имеются кожные наросты, которые у каждой особи сформированы индивидуально и могут служить для идентификации животного. Южные киты могут достигать длины 18 м и веса 80 т. Самки, как правило, несколько крупнее самцов. Как все гладкие киты, южные киты отличаются большой головой, составляющей около трети всей длины тела, а также отсутствием спинного плавника.

Соотношение размеров с человеком
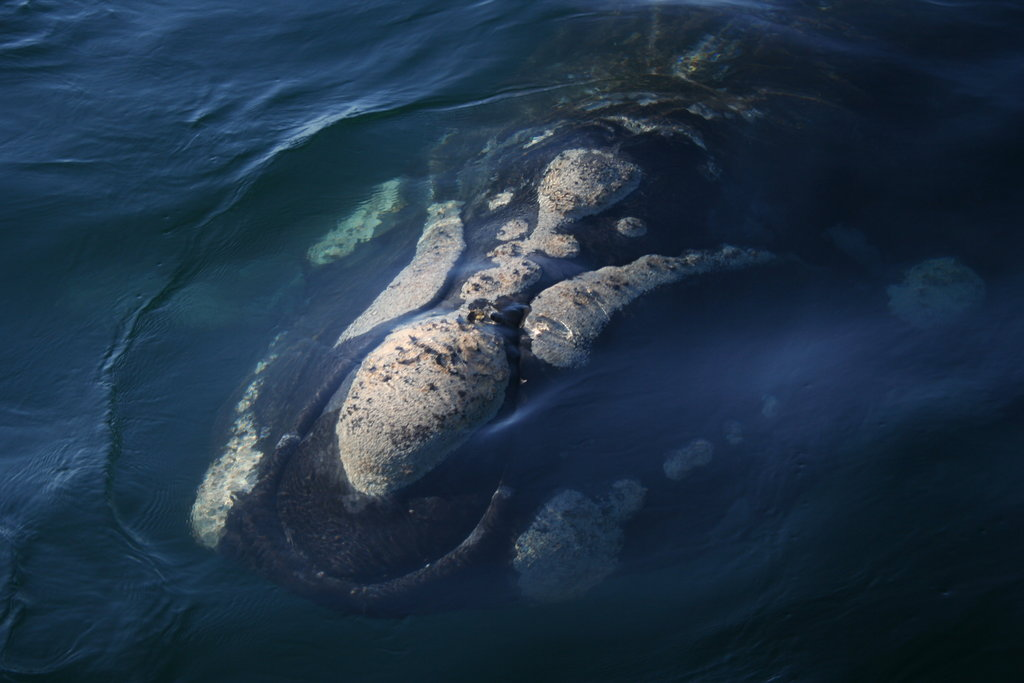
Характерные белые наросты на голове
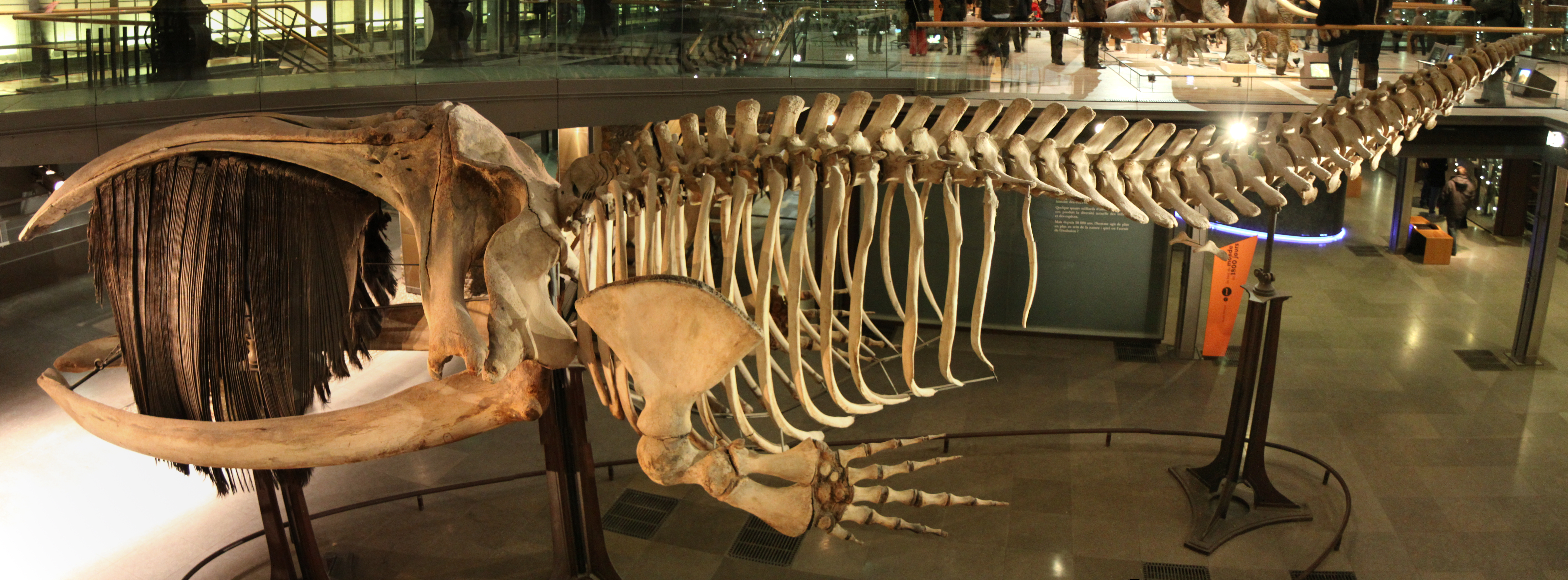
Скелет южного гладкого кита

## Распространение
Южные киты обитают в субполярных и умеренных широтах Южного океана, как правило, между 30° и 50° южной широты. Регулярные наблюдения за южным китом проводятся с берегов Южной Америки, Южной Африки, Австралии, Новой Зеландии и небольших субантарктических островов. Зимой они мигрируют для спаривания севернее, в более тёплые морские регионы, а летом в поисках пищи они передвигаются к югу.

## Размножение
После годичной беременности самка рождает зимой или весной детёныша, длина которого составляет 5–6 м, а вес 1–1,5 т. Для защиты от хищников самка перед рождением уединяется в морской бухте. Детёныш растёт весьма быстро, примерно на 3 см в день. Молоком он питается на протяжении полугода. Примечательно, что южные киты обладают самыми крупными в животном мире половыми органами, весящими около тонны и составляющими до 2% общего веса животного.

## Угрозы

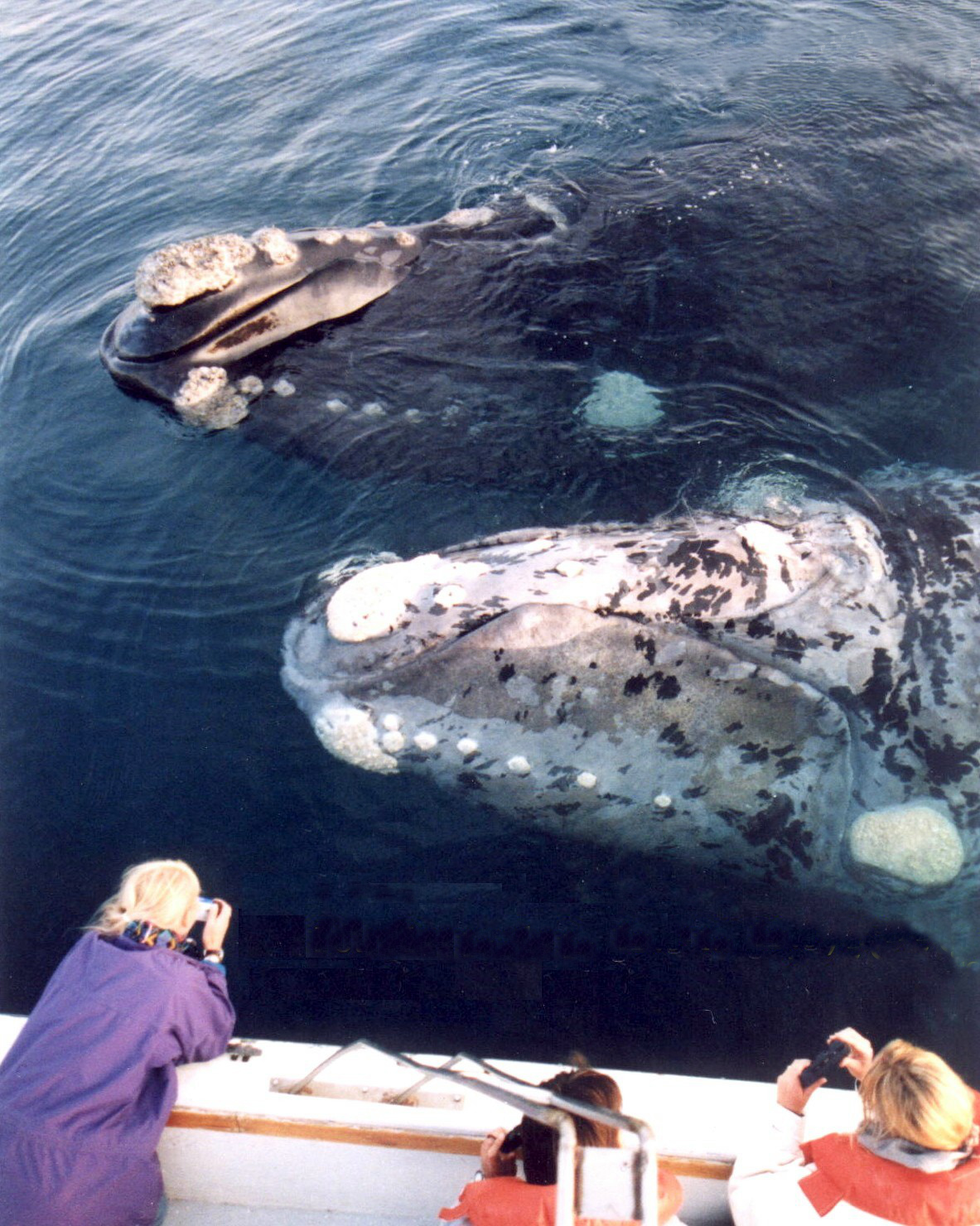
Южные гладкие киты и люди

Как и североатлантические гладкие киты, южные киты долгое время являлись объектами интенсивной охоты. Их любопытство и контактность делали их лёгкой добычей для китобоев. С 1937 года вид состоит под охраной, и численность южных китов начала восстанавливаться. Численность южных гладких китов растёт быстрее, чем их северных сородичей, и оценивается на сегодняшний день в 7 000 особей.

## Наблюдение южных китов
Хорошие возможности для наблюдения имеются близ полуострова Вальдес в Аргентине. Между июнем и декабрём китов можно увидеть с берега или, что ещё лучше, с катера. Южные киты с детёнышами в больших количествах приближаются к катерам. Нередко можно увидеть и выпрыгивающих из воды китов. Наблюдать за китами можно с июня по ноябрь и у мыса Доброй Надежды, а также в Западной Австралии близ города Олбани.
Скелет, использовавшийся при первом описании вида в 1822 году, выставлен в Палеонтологическом музее в Париже.